# Limonia lindbergi
Limonia lindbergi là một loài ruồi trong họ Limoniidae. Chúng phân bố ở miền Cổ bắc.